# Albert Almanza
Albert Chorrillo Almanza (Chihuahua, 1 de mayo de 1936-El Paso, 27 de enero de 2023) fue un baloncestista mexicano que jugaba en la posición de pívot.

## Biografía

### Equipo
Pasó a vivir en Estados Unidos en 1954, donde jugó para los Texas Longhorns de 1958 a 1961, en la que fue el líder en rebotes del equipo en dos de esas temporadas, aunque también estuvo entre los líderes del equipo en puntos. Ayudó a su equipo a ganar el título de la Southwest Conference en la temporada de 1959-60 y alcanzó al ronda del Sweet 16 del Torneo de la División I de Baloncesto Masculino de la NCAA de 1960.
Sería elegido en la séptima ronda, en el lugar 63 del Draft de 1961 por Los Angeles Lakers.

### Selección nacional
Jugó para México en los Juegos Olímpicos de 1960 y 1964, siendo el líder anotador del equipo en la edición de 1960 y co-capitán, donde México finalizó en el lugar 12 en ambas ediciones.
También jugaría en los Juegos Panamericanos de 1959 en Chicago donde terminaron en cuarto lugar.

## Tras el retiro
Trabajó por 35 años para la New York Life Insurance Company hasta su jubilación.